# Чеплак, Анна
Анна Чеплак (пол. Anna Cieplak, род. 1988, Домброва-Гурнича) — польская писательница, дважды номинированная на литературную премию Нике, культурный аниматор, городской активист, в 2008–2019 годах связана с Krytyka Polityczna. Лауреат премии Конрада и литературной премии Витольда Гомбровича за роман «Должно быть чисто». По этому роману снят фильм «Последняя сделка».

## Биография
Анна Чеплак родилась в Домброва-Гурниче. Изучала педагогику на факультете этнологии и педагогических наук Силезского университета.

## Книги
- Zaufanie (вместе с Lidią Ostałowską), Wydawnictwo Krytyki Politycznej, Варшава 2015
- Ma być czysto, Wydawnictwo Krytyki Politycznej, Варшава 2016
- Lata powyżej zera, Znak, Краков 2017[7]
- Lekki bagaż, Znak, Краков 2019
- Rozpływaj się, Wydawnictwo Literackie, Краков 2021

## Награды и номинации
- Литературная премия Витольда Гомбровича[пол.] 2017 за роман «Должно быть чисто»[8][3]
- Премия Конрада (2017) за роман «Должно быть чисто»[9]
- Номинация на Литературную премию Гдыня[пол.] 2017 в категории: проза за роман «Должно быть чисто»[10]
- Номинация на Paszportów Polityki 2017 за роман Годы выше нуля[11]
- Номинация на литературную премию Нике 2018 за роман Годы выше нуля[12]
- Номинация на премию Европейского союза по литературе[13] 2019 за Лёгкий багаж
- Номинация на литературную премию Нике 2022 за роман Растаять[14]